# گاوان کلا (گتاب)
گاوان کلا یک روستا در ایران است که در بخش گتاب شهرستان بابل  در استان مازندران واقع شده‌است. گاوان کلا ۱٬۰۷۵ نفر جمعیت دارد.

## جمعیت
این روستا در دهستان گتاب جنوبی قرار دارد و براساس سرشماری مرکز آمار ایران در سال ۱۳۸۵، جمعیت آن ۱۰۷۵ نفر (۲۳۶ خانوار) بوده‌است.